# Rat für Versöhnung und Wiederaufbau in Somalia
Rat für Versöhnung und Wiederaufbau in Somalia (Somalia Reconciliation and Restoration Council, abgekürzt SRRC) war ein politisches und militärisches Bündnis im somalischen Bürgerkrieg, das 2001 von dem Kriegsherrn Hussein Mohammed Farah – dem Sohn von Mohammed Farah Aidid – gegründet worden war.
Die SRRC ging aus der ebenfalls von Aidid geführten Somalische Nationale Allianz hervor. Ihre Gründung erfolgte bei einem Treffen im äthiopischen Awassa. Bündnispartner waren neben der Rahanweyn-Widerstandsarmee unter Mohammed Nur Shatigadud diverse Kriegsherren und Clans. Die SRRC bildete in Baidoa eine „Gegenregierung“ gegen die international anerkannte somalische Übergangsregierung und kämpfte zudem gegen die mit der Übergangsregierung alliierte Juba-Tal-Allianz.Im Juni 2002 unterstützte Fraktionsführer Mohamed Dhere die SRRC und kämpfte gegen die TNG.
Die SRRC wurde zeitweise vom Nachbarland Äthiopien sowie angeblich von den USA unterstützt. Im Juli 2003 söhnte sie sich mit der Übergangsregierung aus und erhielt dafür eine Anzahl Sitze in deren Parlament. Ihre wichtigsten Führer haben heute Ministerposten inne.